# Mexicaanse negenspriet
De Mexicaanse negenspriet (Brachymyrmex obscurior) is een mierensoort uit de onderfamilie van de schubmieren (Formicinae). De wetenschappelijke naam van de soort is voor het eerst geldig gepubliceerd in 1893 door Forel.

## Kenmerken
De Mexicaanse negenspriet is een kleine bruine mier. Deze soort lijkt op de nauw verwante Patagonische negenspriet (Brachymyrmex patagonicus).

## Verspreiding
Deze mierensoort komt van oorsprong voor in het Neotropische gebied en is zeer algemeen in de Caraïben. Als exoot komt deze mier ook voor in het zuiden van de Verenigde Staten, Hawaii, Samoa en Nederland.